# Махош, Ференц
Фе́ренц Ма́хош (венг. Machos Ferenc; 30 июня 1932 — 3 декабря 2006) — венгерский футболист. Со сборной Венгрии он принимал участие в чемпионате мира 1954 года.

## Карьера игрока

### Клубная карьера
Ференц Махош начал свою футбольную карьеру в 1950 году в клубе из родного города, «Татабанья». Он оставался в клубе до 1952 года, прежде чем присоединился к «Гонвед Сегед», где играл в течение года. В 1954 году он переехал в столицу Венгрии, Будапешт, играть за «Гонвед». В столичном клубе, где он играл в частности со многими из игроков известной венгерской Золотой команды пятидесятых годов, такими как Ференц Пушкаш, Шандор Кочиш и Йожеф Божик, он выиграл свой первый национальный чемпионат в 1954 году. «Гонвед» занял первое место, обойдя на пять очков МТК. В следующем году ситуация повторилась, но на этот раз «Гонвед» опередил МТК на четыре очка. Следующий розыгрыш чемпионата был прерван в ходе подавления восстания в Венгрии, к концу 1956 года многие из венгерских звёзд бежали на Запад, в том числе Пушкаш, Кочиш и Золтан Цибор. Среди мировых звёзд в Венгрии остались только вратарь Дьюла Грошич, Ласло Будаи и Йожеф Божик. Однако «Гонвед» снова смог выиграть национальный чемпионат только в 1980 году. Единственным успехом была победа в кубке Венгрии в 1964 году и в Кубке Митропы в 1959 году. В том же году Ференц покинул клуб и присоединился к «Вашашу» из Будапешта. Там он провёл свою оставшуюся карьеру до конца 1969 года, выиграв четыре чемпионата и три Кубка Митропы. После 105 игр за «Вашаш» Ференц Махош закончил свою карьеру футболиста в 1969 году и стал футбольным тренером.

### Национальная сборная
В венгерской национальной сборной Ференц Махош в 1955—1963 годах сыграл 29 матчей. Со сборной своей родной страны он стал участником чемпионата мира 1954 года в Швейцарии. В турнире он не сыграл, его команда считалась лучшей национальной сборной в мире, вышла в финал и там неожиданно потерпела поражение от ФРГ. Махош сыграл свой первый международный матч в 1955 году против Швейцарии и играл в сборной до 1963 года, выйдя на поле ещё в 28 матчах за Венгрию, однако он больше не принял участия ни в одном мундиале.

## Тренерская карьера
После того как он с 1965 по 1968 год был играющим тренером «Вашаша», в 1969 году он работал в сборной Венгрии в качестве помощника тренера. Его пребывание на посту помощника главного тренера, Сооса Кароли, однако, было менее успешным и закончилось провалом на чемпионате мира 1970 года в Мексике, после чего Махош и Кароли были уволены. Затем с 1970 по 1972 год он снова тренировал команду «Вашаш», прежде чем он ушёл в отставку в 1972 году.

## Статистика выступлений
| Клуб               | Сезон            | Лига | Лига | Кубок Венгрии | Кубок Венгрии | Еврокубки | Еврокубки | Итого | Итого |
| Клуб               | Сезон            | Игры | Голы | Игры          | Голы          | Игры      | Голы      | Игры  | Голы  |
| ------------------ | ---------------- | ---- | ---- | ------------- | ------------- | --------- | --------- | ----- | ----- |
| Баньяс (Татабанья) | 1950             | 4    | 0    | -             | -             | -         | -         | 4     | 0     |
| Баньяс (Татабанья) | Итого            | 4    | 0    | 0             | 0             | 0         | 0         | 4     | 0     |
| Гонвед (Сегед)     | 1953             | 24   | 6    | -             | -             | -         | -         | 24    | 6     |
| Гонвед (Сегед)     | Итого            | 24   | 6    | 0             | 0             | 0         | 0         | 24    | 6     |
| Гонвед (Будапешт)  | 1954             | 20   | 12   | 4             | 5             | -         | -         | 24    | 17    |
| Гонвед (Будапешт)  | 1955             | 19   | 20   | 0             | 0             | 3         | 2         | 22    | 22    |
| Гонвед (Будапешт)  | 1956             | 16   | 8    | 1             | 0             | 2         | 0         | 19    | 8     |
| Гонвед (Будапешт)  | 1957             | 11   | 5    | -             | -             | 0         | 0         | 11    | 5     |
| Гонвед (Будапешт)  | 1957/58          | 19   | 9    | -             | -             | 0         | 0         | 19    | 9     |
| Гонвед (Будапешт)  | 1958/59          | 10   | 5    | -             | -             | 1         | 0         | 11    | 5     |
| Гонвед (Будапешт)  | Итого            | 95   | 59   | 5             | 5             | 6         | 2         | 106   | 66    |
| Вашаш              | 1959/60          | 2    | 1    | -             | -             | 2         | 2         | 4     | 3     |
| Вашаш              | 1960/61          | 15   | 17   | -             | -             | 0         | 0         | 15    | 17    |
| Вашаш              | 1961/62          | 24   | 11   | -             | -             | 12        | 5         | 36    | 16    |
| Вашаш              | 1962/63          | 23   | 14   | -             | -             | 10        | 9         | 33    | 23    |
| Вашаш              | 1963             | 13   | 6    | -             | -             | 0         | 0         | 13    | 6     |
| Вашаш              | 1964             | 23   | 7    | ?             | ?             | 4         | 1         | 27+   | 8+    |
| Вашаш              | 1965             | 6    | 3    | 0             | 0             | 0         | 0         | 6     | 3     |
| Вашаш              | Итого            | 106  | 59   | ?             | ?             | 28        | 17        | 134+  | 76+   |
| МТК                | 1961/62          | -    | -    | -             | -             | 1         | 2         | 1     | 2     |
| МТК                | Итого            | 0    | 0    | 0             | 0             | 1         | 2         | 1     | 2     |
| Всего за карьеру   | Всего за карьеру | 229  | 124  | 5+            | 5+            | 35        | 21        | 269+  | 150+  |